# Могрицкий сельский совет (Сумский район)
Могрицкий сельский совет (укр. Могрицька сільська рада) — входит в состав
Сумского района
Сумской области
Украины.
Административный центр сельского совета находится в 
с. Могрица.

## Населённые пункты совета
- с. Могрица